# Аэротаксис
Аэротаксис — это движение микроорганизмов, одноклеточных, подвижных клеток многоклеточных организмов к источнику раздражения или от него. Источником раздражения в данном случае является кислород. Аэротаксис является частным случаем хемотаксиса.

## Смысл аэротаксиса
Движение в сторону концентрации кислорода проявляется у аэробов, в обратную сторону — у анаэробов. Некоторые организмы в зависимости от концентрации кислорода может проявлять как положительный, так и отрицательный таксис.

## Примеры аэротаксиса
Определить аэротаксис у бактерий можно следующим образом. Под микроскопом наблюдается пробирка, в которой под стеклом находится капля воды. Аэробы скопятся у края стёклышка, анаэробы — в середине капли, бактерии, для которых наиболее благоприятна определённая кислорода среда (например, некоторые спириллы), скопляются на наиболее благоприятном для них расстоянии от края.